# Pajas Blancas (Montevideo)
Pajas Blancas és un barri del sud-oest de Montevideo, Uruguai. Al costat de Casabó formen el barri compost Casabó-Pajas Blancas.
Limita al sud amb el Riu de la Plata, al nord i nord-oest amb el barri de Paso de la Arena, i a l'est amb Villa del Cerro-La Paloma.

## Galeria

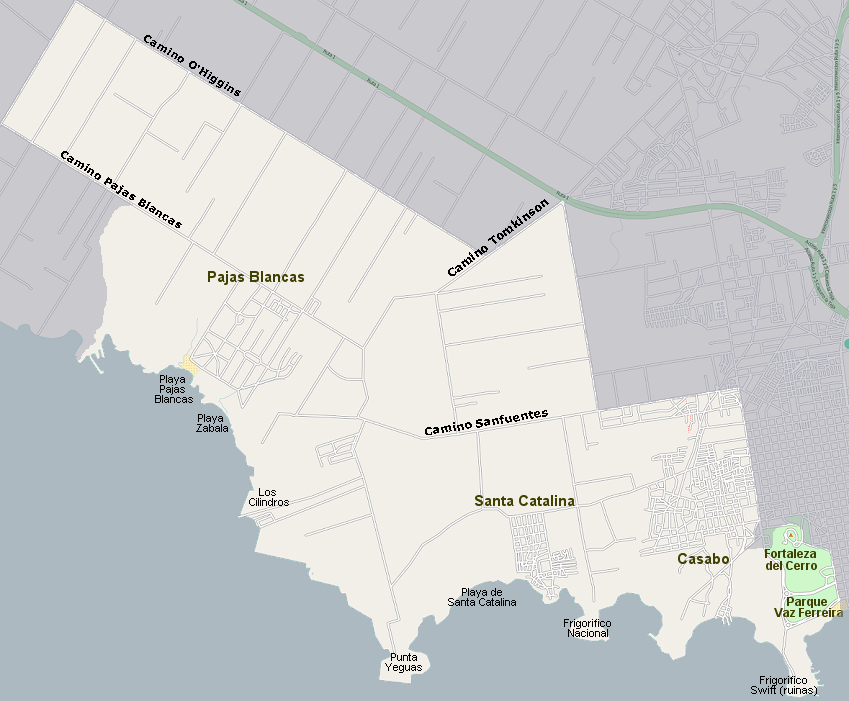
Mapa del barri.
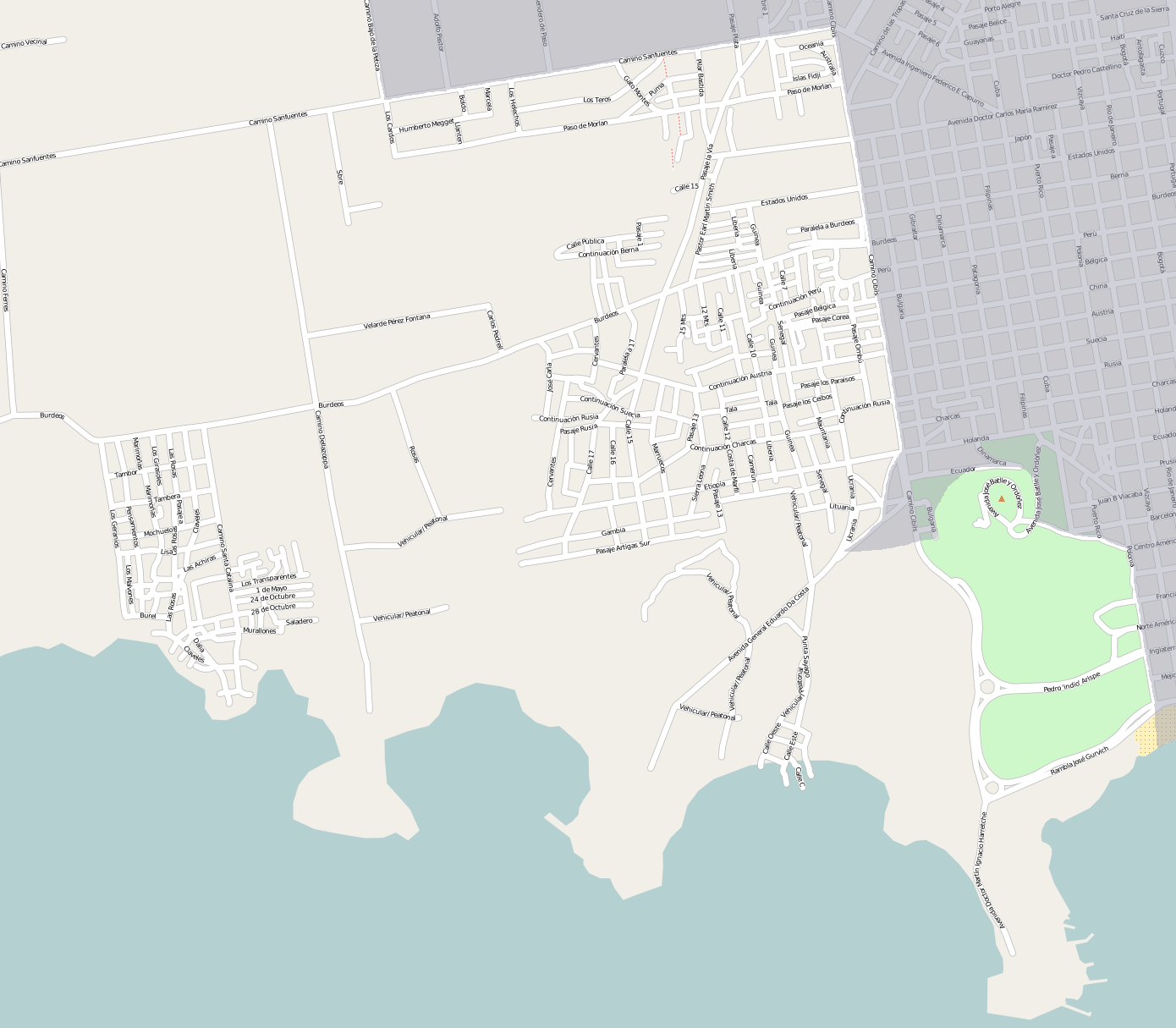
Casabó-Santa Catalina.
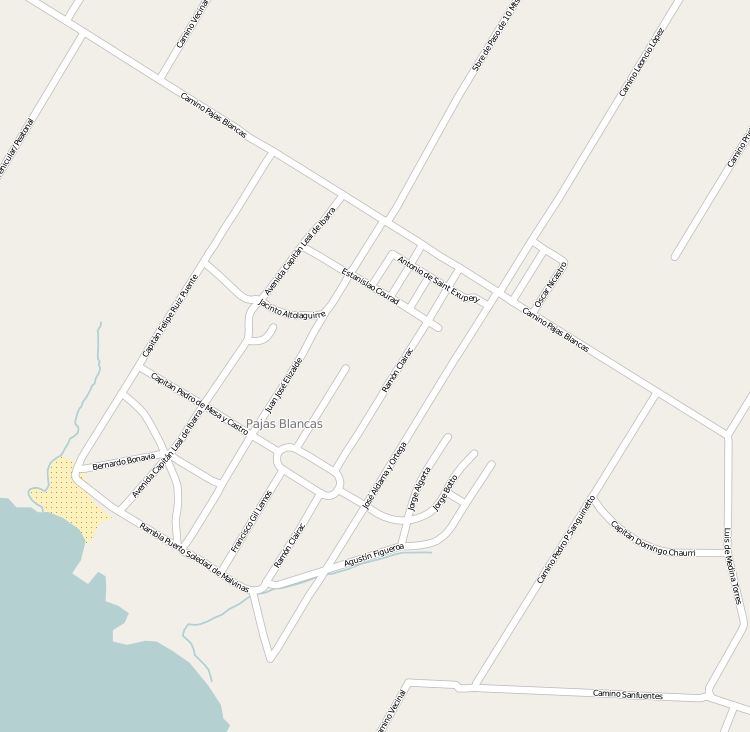
Pajas Blancas.
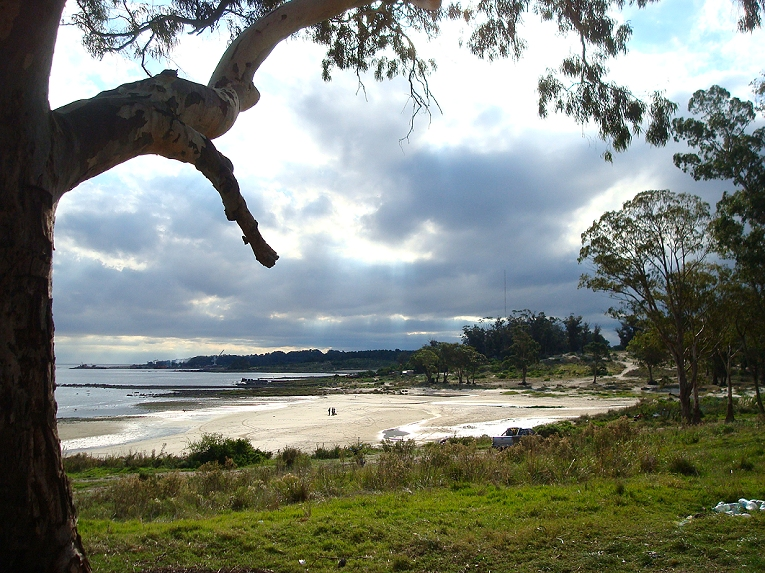
Platja Zabala.
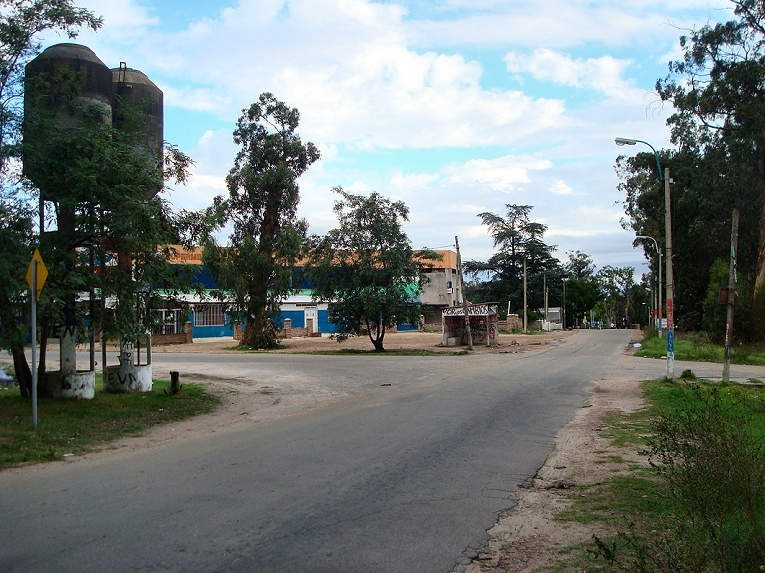
Carrer principal de P. Blancas.